# Reserva india de los pies negros

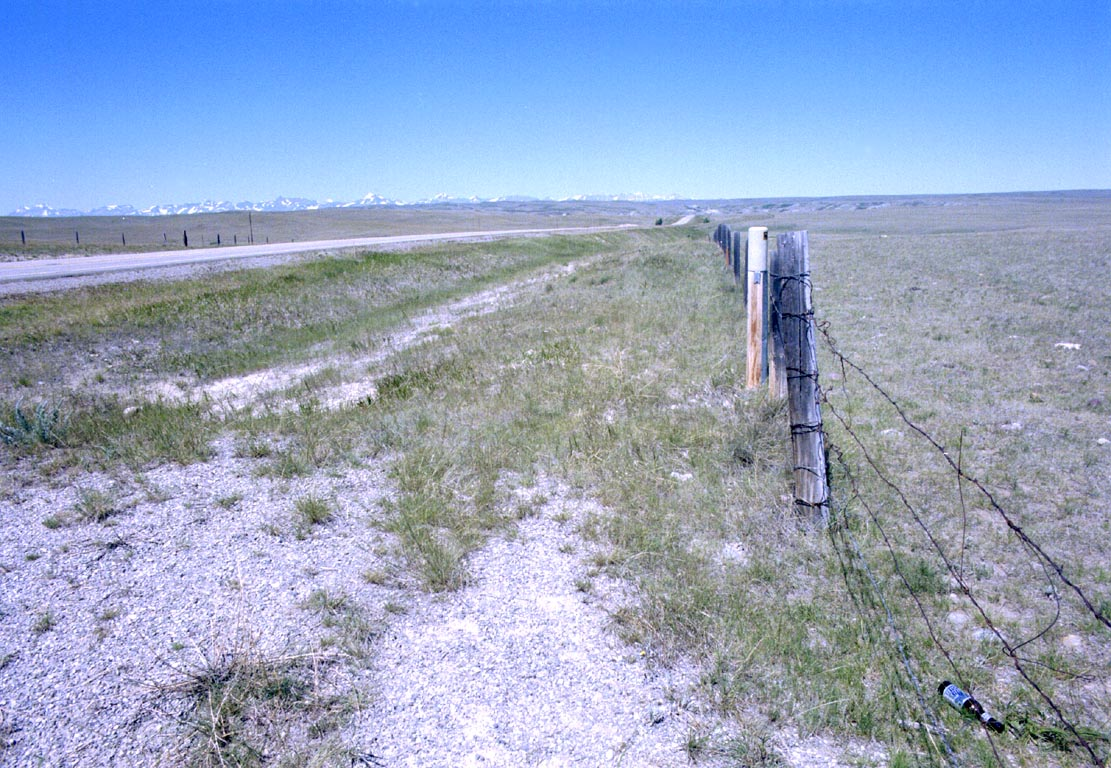
La reserva de los indios pies negros (blackfeet) en el estado de Montana, en el verano de 1997. Vista desde el lado de la carretera USA 2 hacia el noroeste justo antes de la ciudad de Browning (Montañas Rocosas con nieve a la izquierda en el oeste).

La Reserva India de los pies negros o Nación pies negros es una reserva india creada para los pies negros en Montana, Estados Unidos. Se encuentra al este del parque nacional de los Glaciares, haciendo frontera con Canadá al norte. La reserva ocupa un área de 6154 km², la mitad de la extensión del parque nacional y más grande que el estado de Delaware. Ocupa parte de los condados de Glacier y de Pondera ambos en Montana.

## Historia

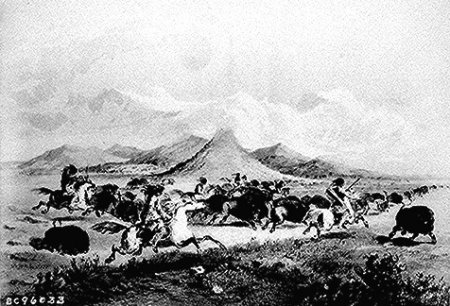
Pies negros cazando bisontes.

Una gran área del norte de Montana fue designada como zona para uso del pueblo Indio a través del Tratado de Fort Laramien en 1851. Parte de esta tierra fue reclamada por Estados Unidos en 1887. El Tratado de Sweetgrass Hills en 1887 dividió el territorio de la reserva india en otras reservas de menores dimensiones para las diversas tribus. En 1893, la Great Northern Railway (Compañía ferroviaria del Norte) construyó una línea que atravesaba la reserva fomentando el turismo en la zona. En 1896 la tribu vendió la parte occidental de la reserva, la cual posteriormente se convirtió en el parque nacional de Glacier.
La tribu de los pies negros fue una tribu dedicada tradicionalmente a la caza del búfalo hasta que la población de estos fue mermada por la caza intensiva a la que se les sometió por parte de los colonizadores blancos. Esta escasez de ganado provocó la muerte de 600 nativos. Para reducir la hambruna, el gobierno federal intentó establecer ranchos de ganado y granjas en pos de facilitar el asentamiento de un pueblo que por tradición era eminentemente nómada. Sin embargo, la zona delimitada como asentamiento no era excesivamente fértil, por lo que la tribu nunca llegó a autoabastecerse.

### Autores
Jack Gladstone, hijo de padre perteneciente a la tribu de los pies negros y de madre alemana, es un cantante, compositor, y contador de historias. Su página web detalla su trabajo tanto en la educación del pueblo pies negro como en la difusión de su cultura por todo el mundo.
Bill Wetzel, uno de los autores de la fundación The Acorn Gathering: Writers Uniting Against Cancer (Escritores unidos contra el cáncer), es un indio pies negro. Asimismo, también ha desempeñado su labor como director de cine.
Mary Scriver es una escritora contemporánea de relatos cortos sobre el pueblo pies negro.
Percy Bullchild escribió The Sun Came Down: The History of the World As My Blackfeet Elders Told It (El Sol se pone: Historia del mundo según mis antepasados pies negros la contaban).
George Bird Grinnell (1849-1938) escribió historias sobre la nación pies negra durante sus viajes como conservacionista y observador de aves.
James Willard Schultz (1859-1947), fue un defensor del medioambiente que amó Montana y escribió profusamente sobre el pueblo pies negro. Él vivió junto a la tribu, siendo totalmente aceptado por la misma.

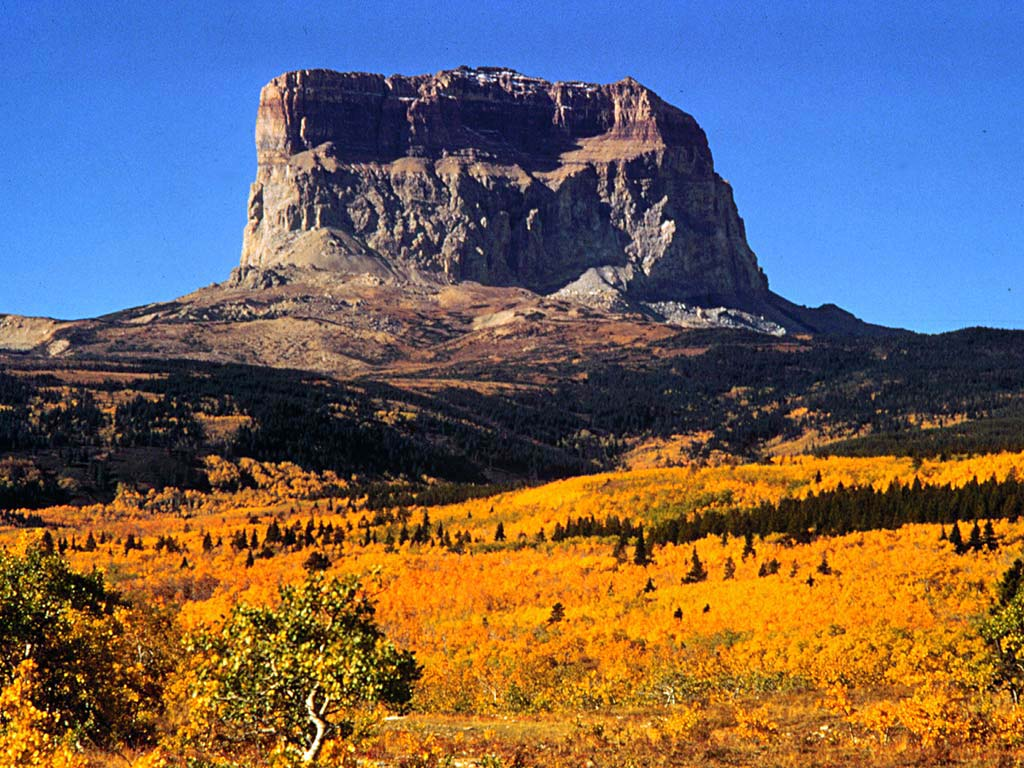
Vista general de la Chief Mountain.

## Orografía
La altitud de la reserva oscila entre los 1000 y los 2763 m s. n. m. de la Chief Mountain (Montaña Jefe). La zona oriental de la reserva está formada por colinas cubiertas de pradera, mientras que una estrecha franja de la zona occidental está cubierta por bosques de abetos y piceas. La ganadería es extensiva y en muchas ocasiones el ganado ocupa las carreteras.
Existen numerosos ríos en la reserva: St. Mary River, Two Medicine River, Milk River, Birch Creek y Cut Bank Creek. En la reserva hay en torno a 282 kilómetros de arroyos y ocho grandes lagos.

## Demografía
El censo nacional del año 2000, indicó que la población que vive en la reserva es de 10 100 habitantes. La densidad de población es de 1,64 hab./km². La principal comunidad es la de Browning, en la que se asienta el gobierno de la tribu. Otras ciudades de gran carácter turístico son las de St. Mary y East Glacier Park Village. Cerca del Museo de los Plains Indian se celebra con carácter anual un festival pow-pow.

## Comunidades principales
- Browning
- East Glacier Park Village
- Heart Butte
- North Browning
- Saint Mary
- South Browning
- Starr School

## Gobierno
Al igual que en otras reservas americanas, la tribu controla el gobierno local y proporciona muchos servicios como son Tribunales, protección de la infancia, conservación de la vida salvaje, seguridad social, empleo, educación, recogida de basura y abastecimiento de agua. En 2003 la policía nativa fue sustituida por la Bureau of Indian Affairs que tiene carácter federal.
La reserva incluye diversos tipos de uso de la tierra. Del total de 5919 km², 2633 km² son arrendados por miembros de la tribu, 1260 km² son controlados directamente por la tribu, 34 km² son reserva del gobierno. Los restantes 2144, son tierra libre, es decir, que pueden ser arrendados tanto a miembros de la tribu como a otras personas.

## Economía
El desempleo es muy elevado dentro de los miembros de la tribu. En 2001 la tribu contaba con un 69 % de desempleados. Entre los empleados, el 26 % ganaba un salario inferior al umbral de la pobreza. Los negocios de la tribu son controlados por Earl Old Person quien así mismo ha sido el jefe de la nación pies negra desde 1978.
La mayor fuente de ingresos de la reserva son el petróleo y el gas natural extraídos de los terrenos propiedad de la tribu. En 1982 existían un total de 643 yacimientos de petróleo y 47 de gas. El turismo también es una fuente de ingresos significativa. Otras actividades económicas de la reserva son el ganado y una pequeña industria maderera que abastece a una fábrica de lápices sita en Browning. Asimismo, la contratación de miembros de la tribu para la lucha contra el fuego, es otra fuente de empleo. En el año 2000, cerca de 1000 miembros de la tribu fueron contratados durante la campaña de incendios.
No existen carreteras asfaltadas que atraviesen el parque nacional de Glacier en sentido norte-sur; el acceso se realiza por la zona este a través de la US 89.